# 超級機器人大戰 (遊戲)
《超級機器人大戰》是由Winkysoft开发，萬普发行于1991年4月20日的回合制战略角色扮演游戏，游戏运行于Game Boy平台。游戏為SD機械人跨界演出合作競演，也是超級機器人大戰系列的首作。2014年4月24日在Playstation 3、Playstation Vita平台發售重製版。
萬普原本只當游戏是Compati Hero系列的派生作品，并「根據機械人動畫來遊玩大戰略」為理念進行開發。另外在參戰作品中《機動戰士GUNDAM F91》在公開後一個月後便參戰了。
游戏中可以拉攏敵人的「說得」及如同RPG中的魔法的「精神指令」，是眾多模擬遊戲以來超級機器人大戰系列獨自存在的系統，雖然登場的機械人有繼承Compati Hero系列的機械人擬人化作風，但及後的系列作品開始有不同的作風。
游戏封面使用了GUNDAM、無敵鐵金剛和蓋特1三个机器人。

## 參戰作品列表
- 《機動戰士GUNDAM》（機動戦士ガンダム）
- 《機動戰士Z GUNDAM》（機動戦士Ζガンダム）
- 《機動戰士GUNDAM ZZ》（機動戦士ガンダムΖΖ）
- 《機動戰士GUNDAM 逆襲的夏亞》（機動戦士ガンダム 逆襲のシャア）
- 《機動戰士GUNDAM F91》（機動戦士ガンダムF91）
- 《無敵鐵金剛》（マジンガーZ）
- 《金剛大魔神》（グレートマジンガー）
- 《蓋特機器人》（ゲッターロボ）
- 《蓋特機器人G》（ゲッターロボG）

## 註解
1. ↑  『スーパーヒーロー作戦 オリジナルサウンドトラック』小冊子。（日語）
2. ↑  . メディアワークス. 1999-01-10: 168–173. ISBN 4073107178 （日语）.

## 外部連結
- 重製版官方網站 （页面存档备份，存于）（日語）